# Keqiao
Keqiao (柯桥区,  Kēqiáo Qū) ist ein Stadtbezirk der bezirksfreien Stadt Shaoxing in der chinesischen Provinz Zhejiang. Er hat eine Fläche von 1.041 km² und zählt 1.098.859 Einwohner (Stand: Zensus 2020). Die Stadtbezirksregierung hat ihren Sitz im Straßenviertel Keqiao (柯桥街道). Im Oktober 2013 wurde der Kreis Shaoxing (绍兴县) aufgelöst und in den Stadtbezirk Keqiao umgewandelt. Administrativ setzt sich Keqiao aus vier Straßenvierteln und zwölf Großgemeinden zusammen.